# 에이벡스 매니지먼트
에이백스 매니지먼트(일본어: エイベックス・マネジメント)는 일본의 연예 기획사로, 에이백스 그룹 산하 회사이다.